# ONCF E 1250

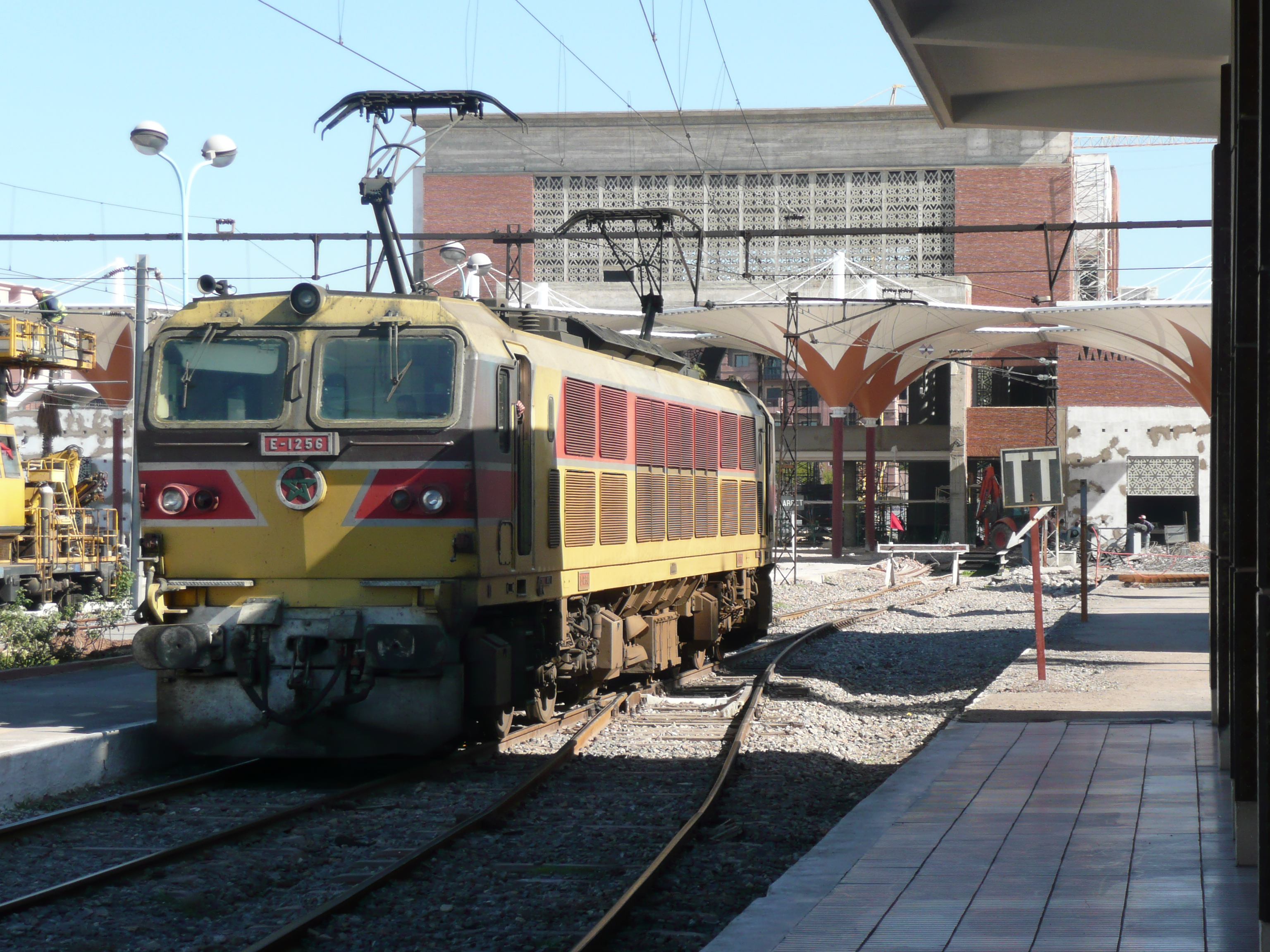
La E 1256 à la gare de Marrakech

Les E 1250 forment une série de locomotives électriques des chemins de fer marocains.

## Commande
En février 1983, un prêt de 468 millions de yens (1,6 million de francs de l'époque) permet à l'Office national des chemins de fer marocains (ONCF) de commander 12 locomotives électriques à grande puissance E 1250 à l'industrie japonaise. L'une des conditions assorties à ce prêt est la participation des entreprises japonaises à la construction de la ligne Taourirte-Nador.

## Description
C'est une locomotive de type Co'Co' (3 moteurs par bogie) de 3 900 kW.
Le schéma de traction présente 3 couplages possibles avec :
- 2 crans avant le couplage serie
- 6 crans en série (M1-M2-M3-M4-M5-M6)
- 6 crans en série-parallèle (M1-M2-M3 & M4-M5-M6)
- 2 crans de shuntage SHT1 SHT2
- 4 crans en parallèle (M1-M2, M3-M4 & M5-M6)
- 2 crans de shuntage SHT1 SHT2

La vitesse de ligne est de 145 km/h.